# لورين فاوست
لورين فاوست (بالإنجليزية: Lauren Faust)‏ هي رسامة رسوم متحركة ورسامة وكاتبة سيناريو أمريكية، ولدت في 25 يوليو 1974 في أنابولس في الولايات المتحدة.

## وصلات خارجية
- لورين فاوست على موقع IMDb (الإنجليزية)
- لورين فاوست على موقع ديسكوغز (الإنجليزية)
- لورين فاوست على موقع قاعدة بيانات الفيلم (الإنجليزية)